# Laércio Gomes Costa
Laércio Gomes Costa, oder einfach Laércio (* 3. Februar 1990 in Caiabú), ist ein brasilianischer Fußballspieler.

## Karriere
Laércio Gomes Costa erlernte das Fußballspielen in den brasilianischen Jugendmannschaften von Profute FC und Avaí FC. Beim Avaí FC, einem Verein aus Florianópolis, unterschrieb er auch seinen ersten Vertrag. 2010 gewann er mit dem Verein die Staatsmeisterschaft von Santa Catarina. Von Juli 2011 bis November 2011 wurde er an den Boa EC nach Varginha ausgeliehen. Nach der Ausleihe kehrte er im Dezember 2011 zu Avaí zurück. 2012 gewann er ein zweites Mal mit dem Verein die Staatsmeisterschaft von Santa Catarina. Von 2013 bis Mitte 2015 spielte er bei den brasilianischen Vereinen América Mineiro, América FC (RN), Tombense FC, Associação Portuguesa de Desportos und CA Metropolitano. Mitte 2015 ging er nach Armenien. Hier unterschrieb er einen Vertrag bei Banants Erewan. Der Verein aus der armenischen Hauptstadt Jerewan spielte in der ersten Liga, der Bardsragujn chumb. 2016 gewann er mit Erewan den armenischen Pokal. Das Endspiel gegen MIKA Aschtarak gewann man mit 2:0. Mit einem verwandelten Elfmeter traf er zur 1:0-Führung. 2017 zog es ihn nach Thailand. Hier nahm ihn der PT Prachuap FC unter Vertrag. Der Verein aus Prachuap spielte in der zweiten Liga, der Thai League 2. Am Ende der Saison wurde man Tabellendritter und stieg in die erste Liga auf. Nach der Saison wurde sein Vertrag nicht verlängert. Von Dezember 2017 bis Ende März 2018 war er vertrags- und vereinslos. Ende März 2018 verpflichtete ihn der brasilianische Verein CA Tubarão aus dem Bundesstaat Santa Catarina. Ende Januar 2020 ging er wieder nach Asien. Hier nahm ihn der laotische Verein Lao Toyota FC unter Vertrag. Mit dem Verein, der in der Hauptstadt Vientiane beheimatet ist, spielte er in der ersten Liga, der Lao Premier League. Am Ende der Saison wurde er mit dem Verein laotischer Fußballmeister. Mit 12 Toren wurde er zusammen mit dem Laoten Keoviengpheth Lithideth vom Master 7 FC Torschützenkönig der Liga. Nach der Meisterschaft wechselte er im Februar 2021 nach Bahrain. Hier nahm ihn der in der ersten Liga, der Bahraini Premier League, spielende Malkiya Club aus Malkiya unter Vertrag. Hier stand er bis April 2022 unter Vertrag. Am 25. April 2022 unterschrieb er in Santa Luzia einen Vertrag bei União Luziense.

## Erfolge
Avaí FC
- Staatsmeisterschaft von Santa Catarina: 2010, 2012

Banants Erewan
- Armenischer Fußballpokal: 2015/16

Lao Toyota FC
- Lao Premier League: 2020

## Auszeichnungen
Lao Premier League
- Torschützenkönig 2020